# Vojenská věda

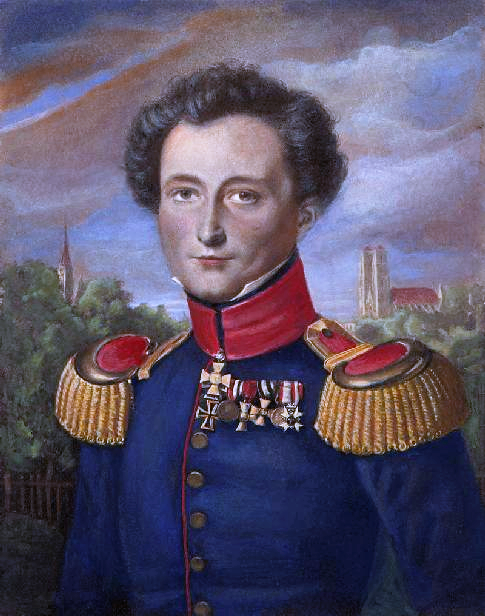
Carl von Clausewitz, jeden ze zakladatelů moderní vojenské vědy

Vojenská nebo obranná věda, dříve válečná věda, je věda, která získává znalostí o povaze a zákonitostech války, zejména o ozbrojeném válečném boji, o přípravě ozbrojených sil a země na válku a o metodách boje. Jedná se o souhrn systematických poznatků o válce jako organizovaném ozbrojeném boji, o silách a prostředcích, které se na ní podílejí, jakož i o zásadách, formách a metodách prevence války, její přípravy a realizace. Vojenská věda integruje poznatky dalších oborů z oblasti sociálních, přírodních i technických věd. Pěstuje a studuje se na vojenských vysokých školách, specializovaných výzkumných ústavech a dalších institucích zřizovaných obvykle armádami nebo ministerstvy obrany.